# Kasumi Arimura
Kasumi Arimura (有村 架純 Arimura Kasumi?, n. 13 de febrero de 1993) es una actriz japonesa. Es popular por interpretar a la joven Haruko Amano en Amachan (2013), y por sus papeles principales en las películas Strobe Edge y Flying Colors de 2012

## Biografía
Arimura nació el 13 de febrero de 1993 y nunca fue al colegio.

## Filmografía

### Televisión
| Año  | Drama | Personajes                      | Empresa de radiodifusión | Referencias |
| ---- | --- | ------------------------------- | ------------------------ | ----------- |
| 2010 | Hagane no Onna ハガネの女                                                                                           | Mana Nishibori (西堀 マナ?)     | TV Asahi                 |             |
| 2010 | Keizoku 2 SPEC〜警視庁公安部公安第五課〜                                                                            | Miyabi Masaki (正汽 雅?)        | TBS                      |             |
| 2011 | Akutō: Jūhanzai Sōsahan 悪党〜重犯罪捜査班 Episode 5                                                                | Manami Momose (百瀬 真奈美?)    | TV Asahi                 |             |
| 2011 | Hagane no Onna 2 ハガネの女 season2                                                                                 | Mana Nishibori (西堀 マナ?)     | TV Asahi                 |             |
| 2011 | Jūichinin mo iru! 11人もいる!                                                                                       | Niko Sanada (真田 二子?)        | TV Asahi                 |             |
| 2012 | Clover クローバー                                                                                                   | Yui Akiyama (秋山 ユイ?)        | TV Tokyo                 |             |
| 2012 | SPEC〜翔〜 | Miyabi Masaki (正汽 雅?)        | TBS                      |             |
| 2012 | Mikeneko Homes no Suiri 三毛猫ホームズの推理 Episode 8,9                                                            | Asuka Murase (村瀬 明日香?)     | NTV                      |             |
| 2012 | Boku no Natsuyasumi ぼくの夏休み                                                                                    | Haruna Aoyama (青山 はる菜?)    | Tokai TV                 |             |
| 2012 | Tsurukame Josanin つるかめ助産院                                                                                    | Sayori Uehara (上原 サヨリ?)    | NHK                      |             |
| 2012 | Yūsha Yoshihiko to Akuryō no Kagi 勇者ヨシヒコと悪霊の鍵 Episode 7                                                  | Nise Murasaki (偽 ムラサキ?)    | TV Tokyo                 |             |
| 2013 | Otasukeya Jinpachi お助け屋☆陣八                                                                                    | Moe Kamiya (神谷 萌?)           | YTV                      |             |
| 2013 | Amachan あまちゃん                                                                                                  | Haruko Amano (天野 春子?)       | NHK                      |             |
| 2013 | Yonimo Kimyōna Monogatari '13 Haru no Tokubetsuhen 世にも奇妙な物語'13春の特別編                                    | Sumiko Tsujiura (辻浦 澄子?)    | Fuji TV                  |             |
| 2013 | Star Man: Kono Hoshi no Koi スターマン・この星の恋                                                                  | Shoko Usui (臼井 祥子?)         | KTV                      |             |
| 2013 | Nazotoki wa Dinner no Ato de Special 謎解きはディナーのあとでスペシャル                                             |                                 | Fuji TV                  |             |
| 2013 | Chicken Race チキンレース                                                                                           | Kumi Sakurai (櫻井 久美?)       | WOWOW                    |             |
| 2013 | Kōnotori no Yurikago こうのとりのゆりかご                                                                           | Ayumi Niiyama (新山 歩美?)      | TBS                      |             |
| 2014 | Shitsuren Chocolatier 失恋ショコラティエ                                                                            | Matsuri Koyurugi (小動 まつり?) | Fuji TV                  |             |
| 2014 | Mozu Season 1 Mozu 〜百舌の叫ぶ夜〜                                                                                 | Ami Nakajima (中島 葵美?)       | TBS                      |             |
| 2014 | Yowakutemo Katemasu 弱くても勝てます                                                                                | Yuzuko Tarumi (樽見 柚子?)      | NTV                      |             |
| 2014 | Tonari no Reji no Umekisan 隣のレジの梅木さん                                                                       | Mika Sawamura (沢村 美香?)      | Fuji TV                  |             |
| 2015 | Yōkoso, Wagaya e ようこそ、わが家へ                                                                                 | Nana Kurata (倉田 七菜?)        | Fuji TV                  |             |
| 2015 | Eien no Bokura: Sea Side Blue 永遠のぼくら Sea Side Blue                                                            | Aoi Matsuoka (松岡 あおい?)     | NTV                      |             |
| 2015 | Umi ni Furu 海に降る                                                                                                | Miyuki Amaya (天谷 深雪?)       | WOWOW                    |             |
| 2016 | Love that Makes You Cry Itsuka Kono Koi o Omoidashite Kitto Naite Shimau いつかこの恋を思い出してきっと泣いてしまう | Oto Sugihara (杉原 音?)         | Fuji TV                  |             |
| 2017 | Hiyokko ひよっこ | Mineko Yatabe (谷田部 みね子?)  | NHK                      |             |

### Cine
| Año  | Películas                                | Personajes                       | Compañía productora        | Referencias |
| ---- | ---------------------------------------- | -------------------------------- | -------------------------- | ----------- |
| 2011 | Hankyū Densha                            | Etsuko Kadota (門田 悦子?)       | Toho                       |             |
| 2011 | Gal Basara: Sengoku Jidai wa Kengai Desu | Asami Ōta (太田 あさみ?)         | Kadokawa Pictures          |             |
| 2012 | SPEC: Ten                                | Miyabi Masaki (正汽 雅?)         | Toho                       |             |
| 2013 | SPEC: Close                              | Miyabi Masaki (正汽 雅?)         | Toho                       |             |
| 2013 | The Little Maestro                       | Misaki Yoshikawa (吉川 美咲?)    | Argo Pictures              |             |
| 2013 | Kodomo Keisatsu                          | estudainte de secundaria         | Toho                       |             |
| 2013 | Judge                                    | Lion (ライオン?)                 | Toho                       |             |
| 2014 | Joshi Zu                                 | Kanoko Midoriyama (緑山 かのこ?) | King Records               |             |
| 2014 | When Marnie Was There                    | Marnie (マーニー?)               | Toho                       |             |
| 2014 | Heion na Hibi, Kiseki no Hi              | Saki (紗季?)                     | Adways Pictures            |             |
| 2014 | Nutcracker Fantasy                       | Clara                            | Q-Tec,Inc.                 |             |
| 2015 | Strobe Edge                              | Ninako Kinoshita (木下 仁菜子?)  | Toho                       |             |
| 2015 | Flying Colors ビリギャル                 | Sayaka Kudo (工藤 さやか?)       | Toho                       |             |
| 2016 | I Am a Hero アイアムアヒーロー           | Hiromi Hayakari (早狩 比呂美?)   | Toho                       |             |
| 2016 | Erased 僕だけがいない街                  | Airi Katagiri (片桐 愛梨?)       | Warner Entertainment Japan |             |
| 2016 | Natsumi's Firefly 夏美のホタル           | Natsumi (夏美?)                  | Aeon Entertainment         |             |
| 2016 | Somebody 何者                            | Mizuki (瑞月?)                   | Toho                       |             |
| 2017 | March Comes in Like a Lion 3月のライオン | Kyōko Kōda (幸田香子?)           | Toho, Asmik Ace            |             |
| 2017 | Narratage ナラタージュ                   | Izumi Kudō (工藤泉?)             | Toho, Asmik Ace            | [ 3 ]       |
| 2017 | Sekigahara                               | Hatsume (初芽?)                  | Toho, Asmik Ace            |             |
| 2022 | Prior Convictions                        | Kayo Agawa                       | Nikkatsu, Wowow            | [ 4 ]       |
| 2022 | Moon Phases                              | Ruri Masaki                      | Shochiku                   | [ 5 ]       |
| 2023 | Me llamo Chihiro                         | Chihiro                          | Netflix, Asmik Ace         | [ 6 ]       |

### Books
- Kimi to Boku no Heya (Shueisha, 20 de marzo de 2015),  cover, ISBN 9784086800129

### Photobooks
- B.L.T. U-17 Vol.17 (Tokyo News Mook) (5 de febrero de 2011), Tokyo News Service, ISBN 9784863361317
- aBUTTON Vol.4_Yume Arimura Kasumi (Plup Series) (30 de noviembre de 2011), Parco, ISBN 9784891949259
- Shinkokyū: Shin Kokyu (7 de noviembre de 2013), Shueisha, ISBN 9784087807035
- Oh! My Rody (14 de febrero de 2014), TMWC, ISBN 9784990756505